# Collection ~ Jounetsu no Seishun
Collection ~ Jounetsu no Seishun é a primeira coletânea de LAZY. Foi  lançada em disco de vinil e em fita cassete em 21 de março de 1979 pela RCA Records e tem 12 faixas.

## Produção
Primeira coletânea da LAZY, primeira banda de Hironobu Kageyama, que também tinha membros da Neverland e da Loudness. A coletânea inclui faixas não só de outros álbuns, mas também de canções que só haviam sido lançadas como singles até então, como "Hello Hello Hello" e "Ai Ni Wa Ai Wo", posteriormente inclusa por Kageyama em seu álbum acústico ao vivo Akogi na futaritabi daze!! Dai 1 Shou, com Masaaki Endoh, e em seu álbum solo I'm in You.

## Legado
Ao contrário da maioria dos outros álbuns da banda, este nunca foi relançado em CD, sendo um dos mais raros. 

## Faixas
| N.º            | Título                     | Letras            | Música         | Arranjo        | Duração |  |
| 1.             | "Lazy Theme"               | Shunichi Tokura   | S. Tokura      | Akira Inoue    | 2:24    |  |
| 2.             | "Hey! I Love You"          | Yukinojo Mori     | Koji Makaino   | K. Makaino     | 3:17    |  |
| 3.             | "OK!"                      | Y. Mori           | Y. Mori        | K. Makaino     | 3:58    |  |
| 4.             | "Camouflage"               | Yumi Matsutoya    | S. Tokura      | S. Tokura      | 2:44    |  |
| 5.             | "Queen ni Fusawashi"       | Y. Matsutoya      | S. Tokura      | S. Tokura      | 3:24    |  |
| 6.             | "Hello Hello Hello"        | Rei Nakanishi     | S. Tokura      | S. Tokura      | 2:58    |  |
| 7.             | "Ai Ni Wa Ai Wo"           | Yoshiko Miura     | K. Makaino     | K. Makaino     | 4:25    |  |
| 8.             | "Jigoku no Tenshi"         | Rei Nakanishi     | S. Tokura      | S. Tokura      | 4:39    |  |
| 9.             | "My Angel"                 | Y. Miura          | S. Tokura      | S. Tokura      | 4:32    |  |
| 10.            | "Futari no Takarajima"     | Hiroshi Kamayatsu | S. Tokura      | S. Tokura      | 3:20    |  |
| 11.            | "Akazukinchan Goyojin"     | Masami Sugiyama   | S. Tokura      | S. Tokura      | 2:48    |  |
| 12.            | "Moero Rock 'n' Roll Fire" | M. Sugiyama       | S. Tokura      | S. Tokura      | 4:21    |  |
| Duração total: | Duração total:             | Duração total:    | Duração total: | Duração total: | 42:50   |  |

## Integrantes
- Hironobu Kageyama (Michell) - Vocal

- Akira Takasaki (Suzy) - Guitarra

- Hiroyuki Tanaka (Funny) - Baixo

- Shunji Inoue (Pocky) - Teclado

- Munetaka Higuchi (Davy) - Bateria